# Liên hiệp Công đoàn Thế giới
Bản mẫu:Labor

Liên hiệp Công đoàn Thế giới (tiếng Anh: World Federation of Trade Unions, viết tắt: WFTU, tiếng Pháp: Fédération syndicale mondiale) là một liên hiệp các tổ chức công đoàn được thành lập vào năm 1945 tại Paris, Pháp nhằm thay thế cho tổ chức Liên hiệp Công đoàn Quốc tế. Sứ mạng của WFTU là tập hợp các tổ chức công đoàn trên thế giới vào một tổ chức quốc tế đơn nhất, tương tự mô hình Liên Hợp Quốc. Sau khi hàng loạt tổ chức công đoàn phương Tây ra khỏi WFTU vào năm 1949 do hậu quả của những tranh cãi về vấn đề ủng hộ Kế hoạch Marshall thì thành phần WFTU chủ yếu chỉ còn gồm những công đoàn liên kết hoặc ủng hộ đảng cộng sản. Trong bối cảnh Chiến tranh Lạnh, WFTU thường được miêu tả là tổ chức mặt trận của Xô Viết. Nhiều công đoàn đến từ Nam Tư hay Trung Quốc về sau cũng rời bỏ tổ chức này do sự khác biệt về ý thức hệ của những nước này với Liên Xô.
Hiện Liên hiệp Công đoàn Thế giới có trụ sở đặt tại Athens, Hy Lạp sau khi di dời khỏi Praha, Cộng hòa Séc vào tháng 1 năm 2006.